# Bad Lauchstädt
Bad Lauchstädt (pronunciación en alemán: /baːt ˈlaʊ̯xˌʃtɛt/ⓘ) es una ciudad en el distrito de Saale, Sajonia-Anhalt, Alemania, 13 kilómetros al suroeste de Halle. Pop.
Tras el descubrimiento en 1700 de un manantial medicinal, Lauchstädt se convirtió en una localidad balnearia frecuentada en verano a lo largo del siglo XVIII; los duques de Sajonia-Merseburgo a menudo residían allí en verano. De 1789 a 1811 la compañía teatral de Weimar presentó allí obras teatrales de Friedrich Schiller y Johann Wolfgang von Goethe, un evento que contribuyó al renombre de la pequeña ciudad. Durante el siglo XIX, sus industrias incluían la malta y el vinagre.
En enero de 2008, Bad Lauchstädt incorporó los municipios de los alrededores: Schafstädt, Delitz am Berge y Klobikau. El 1 de enero de 2010 Milzau fue también incorporado.